# کارگاه تهیه گوگرد
بنای کارگاه تهیه گوگرد مربوط به دوره قاجار است و در شهرستان گرمسار، بخش ایوانکی، شهر ایوانکی، انتهای شمال شرق دشت ایوانکی واقع شده و این اثر در تاریخ ۲۶ اسفند ۱۳۸۷ با شمارهٔ ثبت ۲۶۰۶۱ به‌عنوان یکی از آثار ملی ایران به ثبت رسیده است.